# Gallup, New Mexico

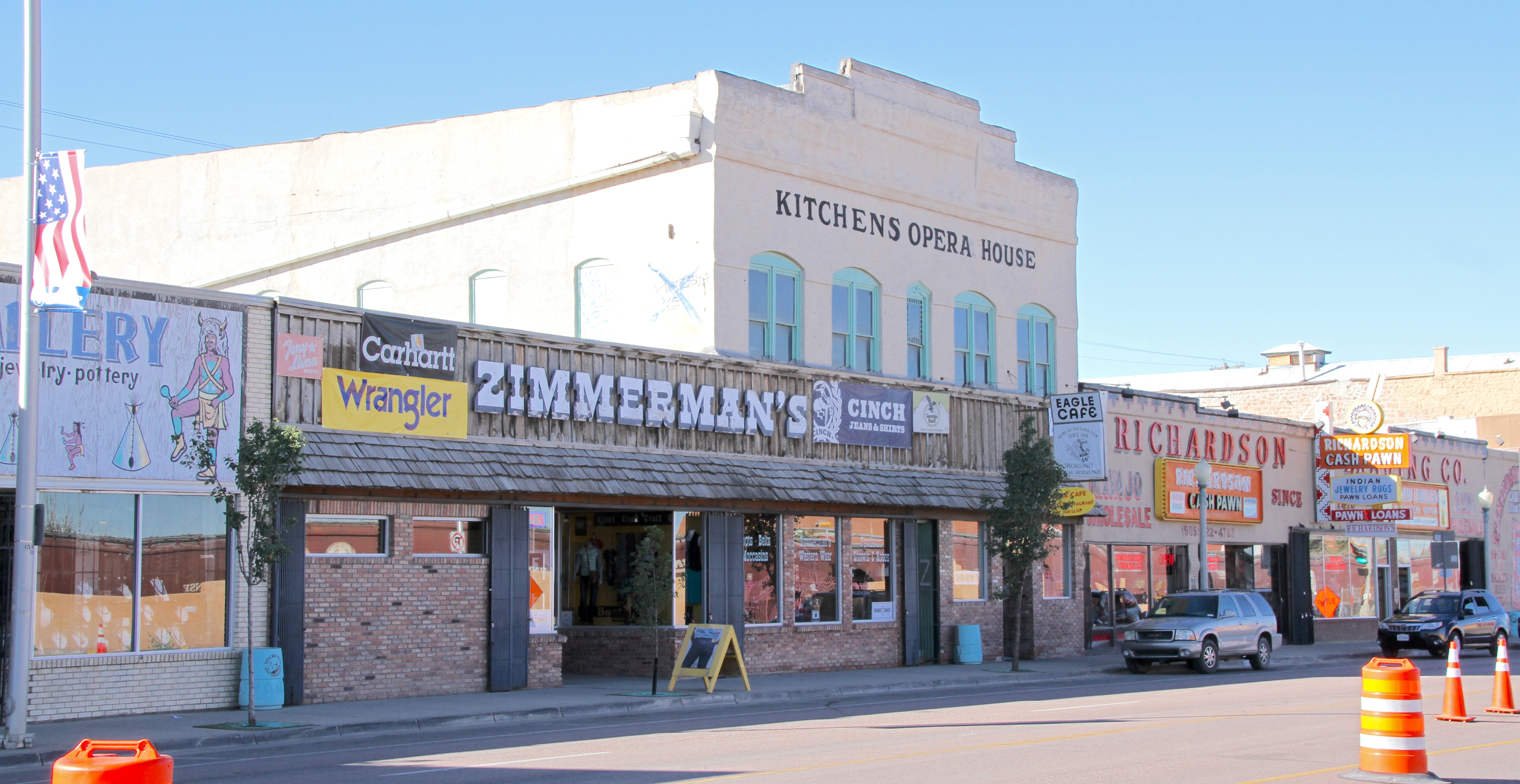

Gallup este o localitate, o municipalitate și sediul comitatului McKinley din statul New Mexico, Statele Unite ale Americii.